# Argiope niasensis
Argiope niasensis là một loài nhện trong họ Araneidae.
Loài này thuộc chi Argiope. Argiope niasensis được Embrik Strand miêu tả năm 1907.